# 米丽娅姆·布拉斯科
米丽娅姆·布拉斯科（西班牙語：Miriam Blasco，1963年12月12日—），生于巴利亚多利德，西班牙女子柔道运动员。她曾代表西班牙参加1992年夏季奥林匹克运动会柔道比赛，获得女子56公斤级金牌。